# 高橋俊裕
高橋 俊裕（たかはし としひろ、1939年11月28日 - ）は、トヨタ自動車常務、東京トヨペット社長、トヨタアドミニスタ社長、日本郵政公社副総裁。
トヨタ自動車で「営業の神様」「真に優れたリーダー」「貴重な隠し玉」と言われ豪放果断な実行力から「トップエグゼクティブ」の一人になる人物と言われていたが小泉内閣最大の目玉である郵政民営化にともないトヨタ方式（Japan Post System）を取り入れるため上司である奥田碩の推薦により郵政公社の重職を務めることになった。

## 略歴
- 宮城県古川市（現・大崎市）出身。
- 宮城県古川高等学校卒業
- 東京大学法学部卒業
- 1964年4月 - トヨタ自動車販売入社。
- 1994年9月- 取締役就任。
- 1998年6月 - 常務取締役就任。
- 1999年6月 - 東京トヨペット代表取締役社長就任。
- 2002年6月 - トヨタアドミニスタ代表取締役社長就任。
- 2003年４月 - 日本郵政公社副総裁就任。
- 2007年３月 -同退任、トヨタ車体監査役、トヨタユーゼック取締役、不二家取締役就任。
- 郵便局会社初代社長に推されたが辞退した。
- 2008年4月 - 大崎市政策顧問就任。
- 2016年3月 - サムシングホールディングス取締役就任。
- 2017年7月 - 全国農業協同組合連合会経営管理委員就任。

### 郵政公社関連人物
総裁
- 初代：生田正治
- 第2代：西川善文

副総裁
- 高橋俊裕
- 團宏明
- 高木祥吉